# Paradentalium angustistriatum
Paradentalium angustistriatum är en blötdjursart som beskrevs av Chistikov 1979. Paradentalium angustistriatum ingår i släktet Paradentalium och familjen Dentaliidae. Inga underarter finns listade i Catalogue of Life.